# Lukas Browning Lagerfeldt
Lukas Edward Browning Lagerfeldt, född 6 januari 1999 i Drogheda, är en svensk-irländsk fotbollsspelare som spelar för Pacific FC.

## Karriär
Browning Lagerfeldt började spela fotboll i IF Brommapojkarna som sexåring. Under 2017 gick han till nederländska FC Twente.
Inför säsongen 2020 värvades Browning Lagerfeldt av Örgryte IS, där han skrev på ett treårskontrakt. I mars 2022 värvades Browning Lagerfeldt av Dalkurd FF.
Inför 2023 värvades Browning Lagerfeldt av irländska Sligo Rovers. I december 2023 skrev han på för Gefle IF.
Inför säsongen 2025 skrev Browning på för kanadensiska klubben Pacific FC. ”Officiellt: Pacific FC värvar Lukas Browning Lagerfeldt”. fotbolltransfers.com. 2 februari 2025. https://fotbolltransfers.com/nyheter/officiellt-pacific-fc-varvar-lukas-browning-lagerfeldt/197280. Läst 12 februari 2025.